# チアスティック
チアスティックは、スポーツの応援団が使う応援グッズの一つ。ノイジースティック、バルーンスティック、チアバルーン、ノイジーバルーンなどの呼び名もある。

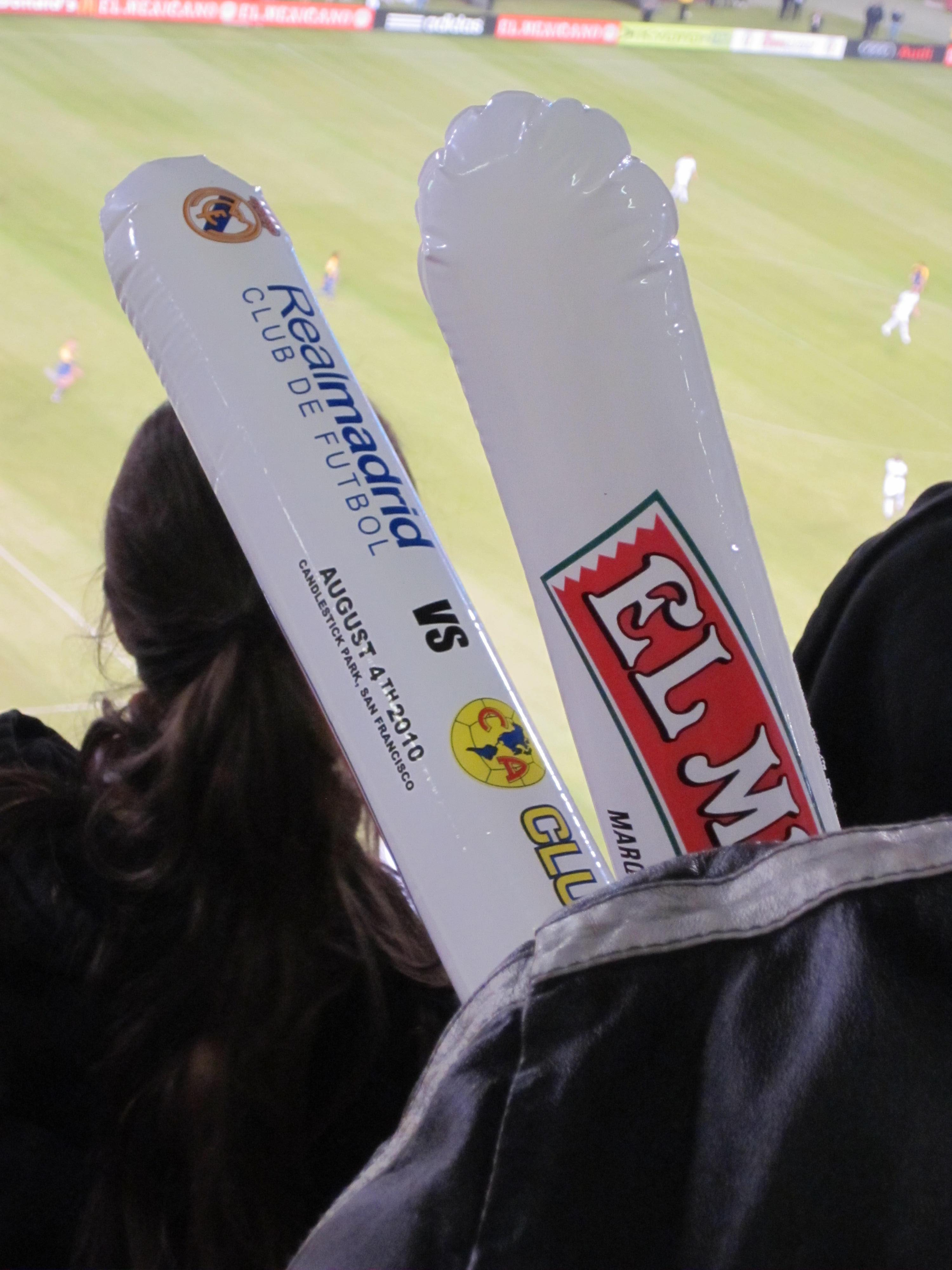
スペインのサッカーチームレアル・マドリード の応援用

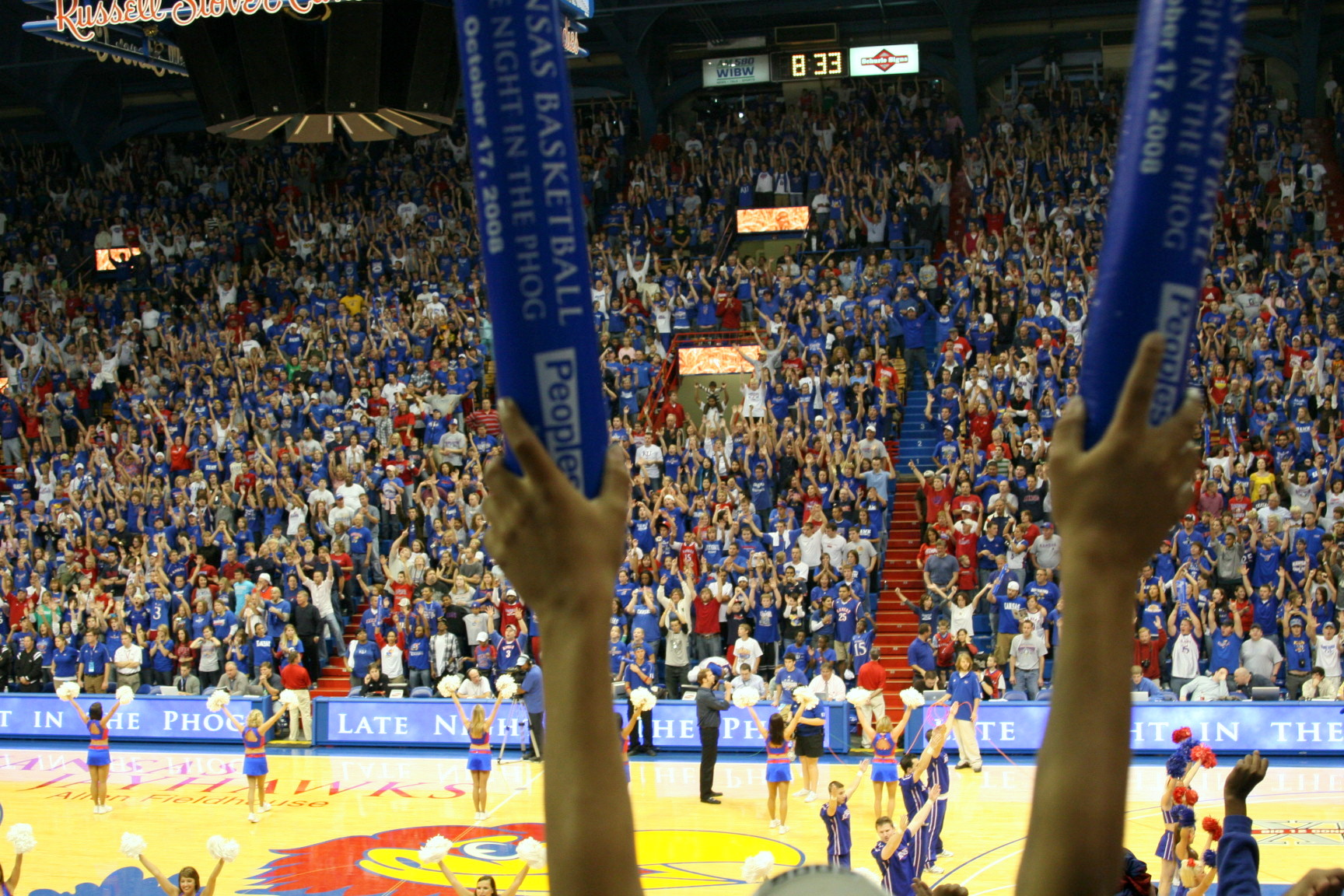
カレッジバスケットボールチームカンザス ジェイホークス 男子バスケットボール
のミッドナイトマッドネス（シーズン開幕）を祝うサポーター

## 概要
- ストローを使って風船のように空気を入れていっぱいに膨らませたものを両手に持ち、拍子木のように叩いて使用する。
- 叩いた音は金属のように固い音が大きく響く。
- 日本では2000年ごろから見られはじめたが、それ以前には日韓プロ野球スーパーゲームで韓国チームの応援席で使用されていた。
- 近年、各種スポーツの応援団が幅広く使用しており、メガホン、ポンポン等と並ぶ応援グッズとして定着しつつある。とくにバレーボールやバスケットボール、ボクシングなど室内競技での使用が多い。
- その反面、野球やサッカーのような屋外競技では試合展開や音の反響の面から使用しづらく、作成しても定着しなかった例もある。
- また再使用が難しいため使い捨てとされることが多く、試合後に大量のゴミとなるため、一部のチームでは定着しているにもかかわらず使用を取りやめたケースもある。
- 上記の問題から、最近ではチアスティックに代わりハリセンを使用するチームが増加しつつある。一方、試合後に不要になったチアスティックを回収してクッションマットなどに再利用し来場者に提供し、ゴミを出さないような活動を行ないながら使用しているチームもある。